# Cornelis Soeteman
Cornelis Soeteman auch: Cor Soeteman (* 19. Juli 1912 in Rotterdam; † 11. November 2005 in Oegstgeest) war ein niederländischer Germanist.

## Leben
Cornelis wurde als jüngstes von fünf Kindern des Kohlehändlers Bastiaan Cornelis Soeteman (* 27. Mai 1868 in Rijswijk; † 22. März 1949 in Voorburg) und dessen am 12. Mai 1898 in Rotterdam geheirateten Frau Anna van Rossem (* um 1876 in Rotterdam; † 20. April 1953 in Voorburg) geboren. Nach dem Besuch der Grundschule in Rotterdam hatte er 1930 sein Abschlussexamen am Lyceum Maerlant in Den Haag absolviert. Danach studierte er an der Universität Groningen Germanistik, wobei  Johannes Marie Neele Kapteyn (1870–1949) und Theodorus Cornelis van Stockum (1887–1969) seine prägenden Lehrer wurden. Zu jener Zeit fand er eine gewisse Vorliebe für die Schriften von Thomas Mann. Danach setzte er seine Studien in Berlin bei Andreas Heusler fort und wurde, zurückgekehrt in die Niederlande, Lehrer für Deutsch in Middelharnis. 1936 absolvierte er sein Doktoralsexamen und promovierte 1939 in Groningen mit dem Thema Untersuchungen zur Übersetzungstechnik Otfrid von Weiszenburgs zum Doktor der philosophischen Wissenschaften.
1940 wechselte Soeteman als Deutschlehrer an das Gymnasium in Delft und war ab 1941 als Deutschlehrer am Maerlant Lyceum in Den Haag tätig. Während der Zeit der deutschen Besetzung der Niederlande musste er sich mancher Anfeindung der Kollaboration mit den Deutschen erwehren. Anderseits erntete er viel Anerkennung, weil er sich für die Belange der Niederländer einsetzte und zudem Unterricht in Englisch und Französisch gab. Auch nach dem Krieg unterrichtete er die deutsche Sprache in Den Haag weiter. Als 1956 durch den amerikanischen Professor Taylor Starck (* 15. Oktober 1889 in Independence/Mo; † 30. Mai 1974 in Cambridge) als Gastprofessor die Studienrichtung der Germanistik an der Universität Leiden ins Leben gerufen wurde, erhielt Soeteman dort eine Stelle als Dozent.  Am 23. März 1957 wurde er zum außerordentlichen Professor der deutschen Sprache und Literatur in der Leidener Hochschule berufen, welche Aufgabe er am 1. Mai antrat und am 11. Oktober desselben Jahres die Einführungsrede Dichtung. Enkele beschouwingen over vorm en betekenis van een Duits zelfstandig naamwoord (deutsch: Dichtung. Einige Überlegungen zur Form und Bedeutung des deutschen Substantivs) hielt.
Am 8. Mai 1959 wurde er ordentlicher Professor der Germanistik. Im Akademiejahr 1970/71 wurde er Rektor der Alma Mater, wozu er am 8. Februar 1971 die Rektoratsrede Elke tijd heeft de universiteit die hij verdient (deutsch: Jede Zeit hat die Universität, die sie verdient) hielt. Am 9. Juni 1978 hielt er seine Abschiedsvorlesung Een eeuw Nederlandse Germanistiek (deutsch: Ein Jahrhundert niederländischer Germanistik) und wurde am 1. September 1978 aus seiner Professur emeritiert. Im Verlauf seines akademischen Wirkens hatte Soeteman mache Anerkennung erfahren. 1969 wurde er mit der goldenen Goethe-Medaille des Goethe-Instituts in München geehrt, 1971 erhielt er das große Verdienstkreuz der Bundesrepublik Deutschland und 1976 wurde er zum Ritter des Ordens vom Niederländischen Löwen ernannt.

## Familie
Soeteman verheiratete sich am 22. Dezember 1939 in Groningen mit Wea Greta Bouwman (* um 1916/17; † 8. Juni 1991 in Oegstgeest), der Tochter des Groninger Hausarztes Hendrik Kornelis Bouwman (* 25. Februar 1887 in t Maar; † 7. Dezember 1975 in Groningen) und dessen am 16. November 1915 in Veendam geheirateten Frau Margaretha Henriette Weijer (* 22. Mai 1888 in Zuidwending; † 25. März 1970 in Groningen). Aus der Ehe stammen eine Tochter und ein Sohn. Die Tochter Margreet H. Soeteman (* 6. Oktober 1941) verheiratete sich mit Stahlmanager Jasper J. Heusdens (* 5. November 1942 in Den Haag).
Der Sohn G. Aad Soeteman (* um 1947) verheiratete sich am 16. Juni 1972 in Groningen mit Carien G. Oostveen.

## Werke (Auswahl)
- Untersuchungen zur Übersetzungstechnik Otfrid von Weiszenburgs. Groningen 1939
- Latijn en Duits. Groningen 1949
- Het Nederlands, een dialect van het Duits? Groningen 1956
- Dichtung, enkele beschouwingen over vorm en betekenis van een Duits zelfstandig naamwoord. Groningen 1957
- Deutsche geistliche Dichtung des 11. und 12. Jahrhunderts. Stuttgart 1963; 1971
- Elke tijd heeft de universiteit die hij verdient. Leiden 1971
- Deutsche Sprache und Literatur an den niederländischen Universitäten. Bonn 1974
- Een eeuw Nederlandse germanistiek. Den Haag 1978
- De societeit Amicitia te Leiden 1768–1993. Leiden 1993